# Mizantrop (dramat)

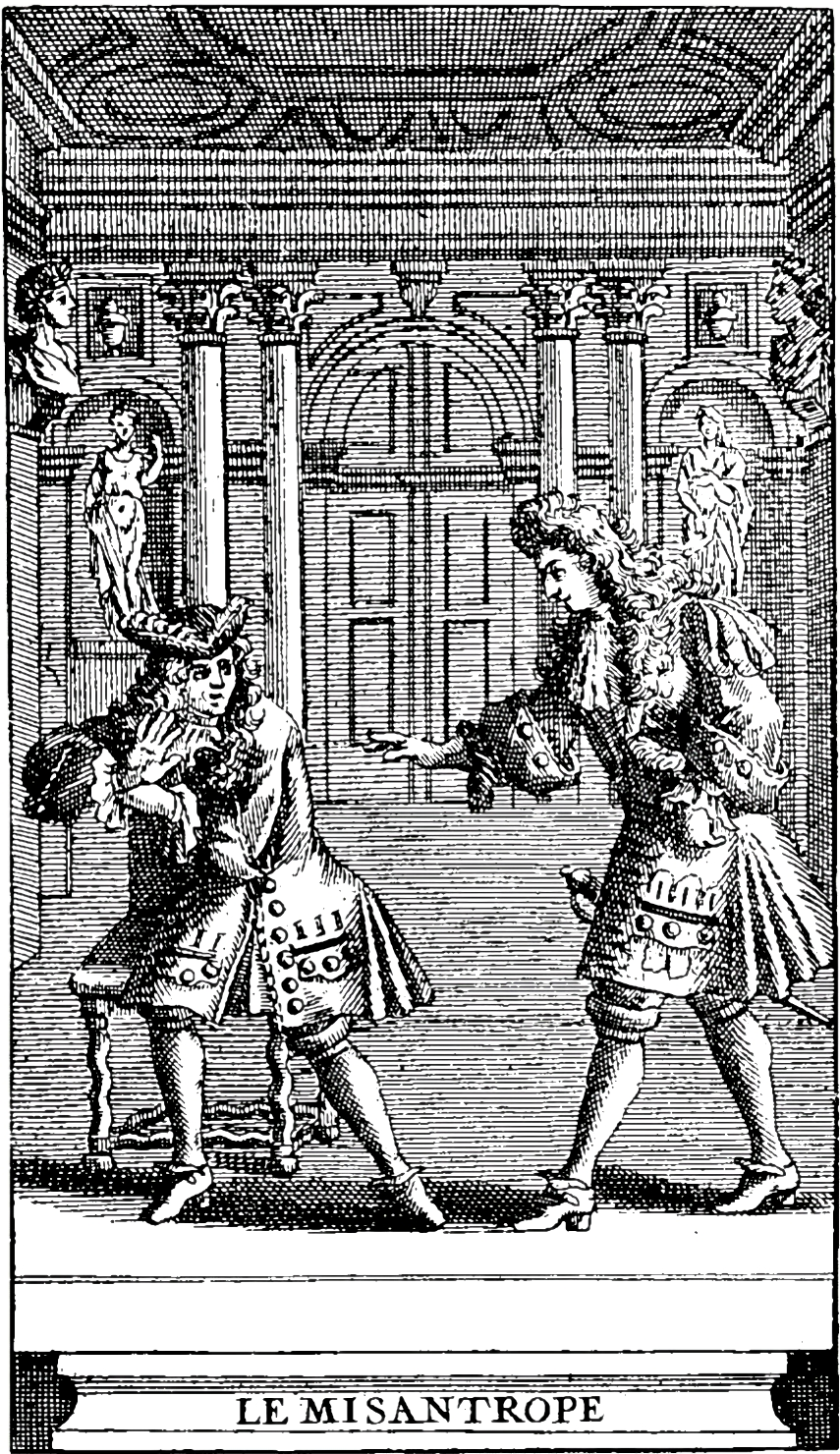
Ilustracja z wydania z 1678

Mizantrop (oryg. fr. Le Misanthrope) – komedia obyczajowa Moliera z 1666.

## Okoliczności powstania utworu
Mizantrop powstał pod wpływem doświadczeń Moliera wynikłych z ciągłych starań o poparcie króla i przebywania na salonach dworskich, czego możliwość zyskał po sukcesach swoich wcześniejszych sztuk. Dramatopisarz musiał ustawicznie rywalizować z innymi autorami, bronić się przed krytykami swoich dzieł, by zachować przychylność władcy i dworu. Ponadto wielokrotnie zapraszany na salony stolicy Francji był tam traktowany jak człowiek gorszy od szlachetnie urodzonych (nosił jedynie honorowy tytuł tapicera i pokojowca Jego Królewskiej Mości). Już we wcześniejszym utworze Improwizacja w Wersalu Molier czynił aluzję do planowanego dzieła, które ujmowałoby w sposób satyryczny paryskie salony.
Dodatkową inspiracją dla wątku miłosnego Mizantropa były małżeńskie doświadczenia Moliera. Jego żona, aktorka Armanda, była niezwykle piękna i popularna; kolejne występy zyskiwały jej nowych wielbicieli, z których wielu wywodziło się właśnie ze szlachty. Sceny, w których cierpiący z zazdrości Alcest czyni Celimenie wyrzuty, po czym ustępuje, urzeczony jej zręcznością i urodą, zawierają silny ładunek autobiograficzny.

## Treść

### Akt I
Dwaj przyjaciele, Alcest i Filint, rozmawiają o postawie tego pierwszego wobec ludzi. Filint próbuje przekonać Alcesta, że jego postawa bezwzględnej szczerości i rezygnacji z wszelkich zabiegów o względy, czy nawet zwykłą sympatię innych osób może przysporzyć mu kłopotów. Alcest jest jednak nieprzejednany. Stwierdza, że w dalszym ciągu będzie mówił ludziom prawdę w oczy – nie przejmując się tym, że takie zachowanie sprawiło już, że zyskał sławę dziwaka. Filint twierdzi, że samotna walka Alcesta ze znienawidzonymi zwyczajami nie zmieni ich. Alcest twierdzi jednak, że z przyjemnością będzie ponosił kolejne życiowe klęski, pozostając w zgodzie ze swoimi przekonaniami. Jest gotów nawet przegrać proces, jaki toczy ze znanym oszustem, gdyż nie ma zamiaru starać się o pozyskanie dla siebie sędziów, co z pewnością czyni adwersarz. Następnie Filint wyraża swoje zdziwienie wobec miłosnych wyborów Alcesta – stara się on o rękę młodej wdowy Celimeny, kobiety towarzyskiej i zalotnej, podczas gdy interesuje się nim stateczna i dobra Elianta.
Pojawia się Oront, który pragnie zostać przyjacielem Alcesta. Proponuje mu odczytanie własnego utworu – sonetu miłosnego, prosząc o szczerą ocenę jego wartości. Po lekturze dzieła Filint wyraża zachwyt nad nim, podczas gdy Alcest ostro je krytykuje. Po odejściu Oronta Filint ponownie robi mu z tego powodu wyrzuty.

### Akt II
W czasie spotkania z Celimeną Alcest krytykuje jej zachowanie względem mężczyzn. Robi jej wyrzuty za spotkania ze szlachcicem Klitandrem, jednak urok osobisty i zręczna mowa kobiety przekonują go wreszcie o jej miłości do niego. Kiedy jednak służący oznajmia nadejście innego zalotnika, Akasta, Celimena przyjmuje go bez wahania, mimo zastrzeżeń Alcesta. Pojawia się również Klitander. Dwóch mężczyzn razem z Celimeną podejmuje salonową grę w kreślenie uproszczonych „portretów psychologicznych” osób znanych im z salonów. Celimena, zachęcana przez Akasta i Klitandra, ironicznie opisuje kolejne osoby. Wtrąca się Alcest, stwierdzając, że pojawienie się którejkolwiek z nich zostałoby przyjęte przez zebranych w zupełnie inny sposób – krytykowana pod swoją nieobecność osoba byłaby obiektem zainteresowania i udawanego szacunku. Jego zachowanie zostaje przyjęte ze zdziwieniem, zwłaszcza gdy Alcest stwierdza, że szczerą prawdę należy mówić także o osobach, które się kocha. Pojawia się służący Alcesta, przez co mężczyzna na chwilę opuszcza towarzystwo. Pod jego nieobecność Akast i Klitander dyskutują o swoich szansach u Celimeny. Wchodzi Arsena, by opowiedzieć Celimenie, że prowadzony przez nią tryb życia jest powodem plotek. Celimena rewanżuje się utrzymaną w podobnym tonie krytyką hipokryzji Arseny, udającej świątobliwą kobietę, zaś w rzeczywistości pragnącą głównie zdobyć nowego kochanka. Po odejściu Celimeny Arsena spotyka Alcesta. Chcąc zemścić się na Celimenie, obiecuje Alcestowi zdobyć dla niego dowody niewierności jego ukochanej.

### Akt III
Filint rozmawia z Eliantą o Alceście, skarżąc się na jego charakter. Kończy rozmowę nieoczekiwanym wyznaniem swojej miłości do niej. Pojawia się Alcest. Zapowiada rozprawę z Celimeną, o której niewierności się przekonał, oraz oświadcza, że po rozmowie z nią ma zamiar oświadczyć się Eliancie. Zaskoczona kobieta próbuje go hamować, namawiając go do spokojnego rozważenia sprawy. Alcest nie daje się jednak przekonać. Wściekły udaje się do Celimeny, jednak jej argumenty i wdzięk ponownie przekonują go o jej uczuciu. Pojawia się służący Alcesta, który oznajmia mu o przegraniu procesu i możliwym aresztowaniu.

### Akt IV
Filint próbuje przekonać Alcesta, by zmienił swoje postępowanie pod wpływem ostatnich doświadczeń. Ten jednak nie ma zamiaru niczego zmieniać. Udaje się do Celimeny, by zażądać od niej jednoznacznej deklaracji uczuć. Zastaje u niej Oronta, który pojawił się w domu kobiety w tym samym celu. Po chwili wchodzą również Arsena, Klitander i Akast. Okazuje się, że Celimena wysłała obydwu mężczyznom listy podobnej treści, w których szydziła z innych zalotników. Słysząc to Oront wyrzeka się uczuć do Celimeny, Arsena zaczyna bronić Alcesta, który jednak odrzuca jej pochwały. Po odejściu zalotników prosi Celimenę, by w dowód miłości zaczęła prowadzić z nim życie w odosobnieniu, z dala od fałszywego świata. Ta jednak nie potrafi wyrzec się życia towarzyskiego. Wówczas Alcest udaje się do Elianty, jednak ta obiecała już swoją rękę Filintowi. Alcest oznajmia, że uda się na pustynię.

## Cechy utworu
Zdaniem Tadeusza Boya-Żeleńskiego Mizantrop, obok Świętoszka, jest najlepszym utworem Moliera, jak również dziełem najbardziej niejednoznacznym i trudnym w interpretacji. W dziele tym przedmiotem satyry jest zarówno środowisko salonowe – stanowiące metaforę całego społeczeństwa – jak i nieugięty w swoich poglądach tytułowy mizantrop – Alcest. W odróżnieniu od wcześniejszych utworów, w których podstawą komizmu danej postaci była jej niewątpliwa wada charakteru (np. skąpstwo), bohater Mizantropa jest człowiekiem szlachetnym, którego pozytywne cechy są jednak niwelowane przez przesadną konsekwencję w ich realizacji w życiu codziennym i relacjach z innymi oraz brak sceptycyzmu życiowego. Rzecznikiem zdrowego rozsądku, konformizmu pozwalającego uniknąć wielu kłopotów, jest natomiast Filint. Zdaniem Boya-Żeleńskiego postacie te przedstawiały dwie filozofie życia, jakie rozważał Molier i jakie ścierały się w jego własnym życiu. Równocześnie prawość, szczerość i odwaga Alcesta zostają silnie skontrastowane z moralną pustką salonu, pełnego snobów i hipokrytów. Jedyną postacią potraktowaną przychylniej jest Celimena, która ukazana zostaje wprawdzie jako kobieta zalotna i płocha, ale równocześnie znacznie bardziej inteligentna niż jej współczesne.
Zdaniem Boya-Żeleńskiego gatunkowo utwór łączy cechy komedii obyczajowej z typową dla Moliera komedią charakterów.